# Rétrofacturation
 (février 2022).
Si vous disposez d'ouvrages ou d'articles de référence ou si vous connaissez des sites web de qualité traitant du thème abordé ici, merci de compléter l'article en donnant les références utiles à sa vérifiabilité et en les liant à la section « Notes et références ».
 (février 2022).
La mise en forme du texte ne suit pas les recommandations de Wikipédia : il faut le « wikifier ».
Les points d'amélioration suivants sont les cas les plus fréquents :
- Les titres sont pré-formatés par le logiciel. Ils ne sont ni en capitales, ni en gras.
- Le texte ne doit pas être écrit en capitales (les noms de famille non plus), ni en gras, ni en italique, ni en « petit »…
- Le gras n'est utilisé que pour surligner le titre de l'article dans l'introduction, une seule fois.
- L'italique est rarement utilisé : mots en langue étrangère, titres d'œuvres, noms de bateaux, etc.
- Les citations ne sont pas en italique mais en corps de texte normal. Elles sont entourées par des guillemets français : « et ».
- Les listes à puces sont à éviter, des paragraphes rédigés étant largement préférés. Les tableaux sont à réserver à la présentation de données structurées (résultats, etc.).
- Les appels de note de bas de page (petits chiffres en exposant, introduits par l'outil «  Source ») sont à placer entre la fin de phrase et le point final[comme ça].
- Les liens internes (vers d'autres articles de Wikipédia) sont à choisir avec parcimonie. Créez des liens vers des articles approfondissant le sujet. Les termes génériques sans rapport avec le sujet sont à éviter, ainsi que les répétitions de liens vers un même terme.
- Les liens externes sont à placer uniquement dans une section « Liens externes », à la fin de l'article. Ces liens sont à choisir avec parcimonie suivant les règles définies. Si un lien sert de source à l'article, son insertion dans le texte est à faire par les notes de bas de page.
- La présentation des références doit suivre les conventions bibliographiques. Il est recommandé d'utiliser les modèles {{Ouvrage}}, {{Chapitre}}, {{Article}}, {{Lien web}} et/ou {{Bibliographie}}. Le mode d'édition visuel peut mettre en forme automatiquement les références.
- Insérer une infobox (cadre d'informations à droite) n'est pas obligatoire pour parachever la mise en page.

Pour une aide détaillée, merci de consulter Aide:Wikification.
Si vous pensez que ces points ont été résolus, vous pouvez retirer ce bandeau et améliorer la mise en forme d'un autre article.
Une rétrofacturation, également connue sous son nom anglophone de chargeback, est une procédure de rappel des fonds du payeur dans une transaction, en particulier une transaction par carte de crédit.
Le plus souvent, le payeur est un consommateur. La rétrofacturation annule un transfert d'argent depuis le compte bancaire, la ligne de crédit ou la carte de crédit du consommateur. La rétrofacturation est ordonnée par la banque qui a émis la carte de paiement du consommateur.
Des rétrofacturations se produisent également dans le secteur de la distribution. Ce type de rétrofacturation se produit lorsque le fournisseur vend un produit au distributeur à un prix supérieur au prix qu'il a fixé avec l'acheteur final. Le distributeur soumet ensuite une rétrofacturation au fournisseur afin qu'il puisse récupérer l'argent perdu dans la transaction.

## Rétrofacturation aux États-Unis
Le mécanisme de rétrofacturation est un dispositif qui concerne la protection des consommateurs. Les titulaires de cartes de crédit émises aux États-Unis bénéficient de droits d'annulation en vertu de la réglementation Z de la Truth in Lending Act. Les titulaires de cartes de débit des États-Unis bénéficient de droits d'annulation garantis par le règlement E de la loi sur le transfert électronique de fonds. Des droits similaires s'étendent dans le monde entier, conformément aux règles établies par l'association de cartes ou le réseau bancaire correspondant.
Un consommateur peut initier une rétrofacturation en contactant sa banque émettrice et en déposant une plainte motivée concernant un ou plusieurs éléments de débit sur son relevé. La menace d'une inversion forcée des fonds incite les commerçants à fournir des produits de qualité, un service client utile et des remboursements rapides, le cas échéant. Les rétrofacturations sont également un moyen d'annuler les transferts non autorisés en raison d'une usurpation d'identité. Les rétrofacturations peuvent également survenir à la suite d'une fraude amicale, dans laquelle la transaction a été autorisée par le consommateur, mais le consommateur tente ensuite d'annuler frauduleusement les frais. Les règles de rétrofacturation des associations de cartes sont disponibles en ligne. Ils comprennent un système de règlement des litiges de transaction entre les titulaires de cartes et les commerçants,  principalement lorsque les problèmes peuvent être résolus sur la base de preuves documentaires liées à la transaction. Les règles prévoient l'arbitrage des questions par l'association de la carte. Cela peut se produire lorsque l'émetteur de la carte génère une deuxième rétrofacturation (ou « arbitrage ») contre le commerçant, après avoir reçu la réponse du commerçant à la rétrofacturation initiale. Normalement, cela nécessiterait que le titulaire de la carte réfute des éléments de la réponse du commerçant. La deuxième rétrofacturation entraîne un deuxième crédit du compte du titulaire de la carte pour les fonds contestés, après avoir été recrédité au commerçant avec sa réponse à la rétrofacturation initiale. Le seul recours du commerçant après la deuxième rétrofacturation est d'initier l'arbitrage du litige par l'association de la carte. Les frais pour cela sont de l'ordre de 250 $, et le perdant de l'arbitrage est alors obligé de payer les frais de l'arbitrage.

## Rétrofacturation dans l'Union Européenne
La rétrofacturation est prévue par la Directive (UE) 2015/2366 du Parlement européen et du Conseil du 25 novembre 2015 concernant les services de paiement dans le marché intérieur.

## Rétrofacturation en France
En droit français, les dispositions de la directive européenne ont été transposées à l'article L. 133-18 du Code monétaire et financier.

## Motifs possibles de rétrofacturation
Avec chaque rétrofacturation, l'émetteur sélectionne et soumet un code de motif de rétrofacturation numérique. Ces commentaires peuvent aider le commerçant et l'acquéreur à diagnostiquer les erreurs et à améliorer la satisfaction des clients. Les codes de motif varient selon les réseaux bancaires, mais ils se répartissent en quatre catégories générales :
- Technique : Autorisation expirée, fonds insuffisants ou erreur de traitement bancaire.
- Frais de bureau : Facturation en double, montant facturé incorrect ou remboursement jamais émis.
- Qualité : Le consommateur prétend n'avoir jamais reçu la marchandise comme promis au moment de l'achat.
- Fraude : le consommateur affirme qu'il n'a pas autorisé l'achat ou qu'il a été victime d'un vol d'identité.

L'une des raisons les plus courantes d'une rétrofacturation est une transaction frauduleuse. Dans ce cas, une carte de crédit est utilisée sans le consentement ou l'autorisation appropriée du titulaire de la carte. Dans certains cas, un commerçant est responsable des frais imposés frauduleusement à un client. Les transactions frauduleuses par carte proviennent souvent de criminels qui accèdent aux données sécurisées des cartes de paiement et mettent en place des stratagèmes pour exploiter les données. En cas de transactions sans carte, le commerçant est généralement responsable de la rétrofacturation et des frais associés. Après l'adoption de l'EMV (cartes à puce), les commerçants qui n'ont pas migré vers la technologie EMV deviennent généralement responsables des rétrofacturations reçues (à moins que d'autres dans la chaîne de paiement ne se soient pas non plus mis à niveau) même dans les cas où antérieurs à l'adoption d'EMV, le commerçant n'aurait pas été responsable.
Les rétrofacturations peuvent également résulter d'un litige client concernant des crédits de relevé. Par exemple, un client peut avoir retourné des marchandises à un commerçant en échange d'un crédit, mais le crédit n'a jamais été crédité sur le compte. Un litige peut également survenir si un client ne reçoit pas les articles qu'il a payés ou si les articles ne correspondent pas à ce qu'il attendait. Dans ces exemples, le commerçant est chargé d'émettre un crédit à son client et serait soumis à une rétrofacturation.
D'autres types de rétrofacturations sont liés à des problèmes techniques entre le commerçant et la banque émettrice, par exemple lorsqu'un client a été facturé deux fois pour une seule transaction. D'autres rétrofacturations sont liées au processus d'autorisation d'une transaction par carte de crédit, par exemple, si une transaction est refusée par sa banque émettrice mais que le compte est toujours débité.

## Recours du commerçant
Pour les transactions où la facture originale a été signée par le consommateur, le commerçant peut contester une rétrofacturation avec l'aide de la banque acquéreuse du commerçant. L'acquéreur et l'émetteur interviennent dans le processus de litige, en suivant les règles établies par le réseau bancaire ou l'association de cartes correspondante. Si l'acquéreur l'emporte dans le litige, les fonds sont restitués à l'acquéreur, puis au commerçant. Seuls 21 % des rétrofacturations déposées dans le monde sont décidées en faveur du commerçant. Le rapport Cybersource Fraud Benchmark 2014 a révélé que seulement 60 % des rétrofacturations sont contestées par les marchands, et que les marchands ont un taux de réussite d'environ 41 % avec ceux qu'ils re-présentent.
Pour y faire face plus efficacement, les entreprises technologiques ont construit des algorithmes qui aident les commerçants à déterminer si les rétrofacturations sont légitimes ou frauduleuses.

## Pénalités infligées aux commerçants
La banque acquéreuse du commerçant accepte le risque que le commerçant perde sa solvabilité dans le temps, car lors de la rétrofacturation, la banque doit restituer les fonds au titulaire de la carte, puis récupérer cette somme auprès du commerçant. La réduction des rétrofacturations des consommateurs est cruciale pour cette banque. Pour encourager la conformité, les acquéreurs peuvent facturer aux commerçants une pénalité pour chaque rétrofacturation reçue. Les fournisseurs de services de paiement, tels que PayPal, ont mis en place une pratique comparable. PayPal facture 20 $ pour chaque rétrofacturation, lorsque la transaction n'est pas couverte par la protection des vendeurs (qu'il s'agisse ou non de la première), et il conservera les frais de transaction d'origine.
En outre, Visa et MasterCard peuvent imposer des sanctions sévères aux banques acquéreuses qui travaillent avec des commerçants ayant une fréquence élevée de rétrofacturation. Les acquéreurs transmettent généralement ces amendes directement au commerçant. Les commerçants dont les ratios s'éloignent trop de la conformité peuvent déclencher des amendes d' association de cartes de 100 $ ou plus par rétrofacturation. Les fournisseurs de services marchands peuvent finalement refuser de fournir un compte aux entreprises dont le taux de rétrofacturation est trop élevé.

## Autres types de rétrofacturations
Les comptes peuvent également subir des annulations de crédit sous d'autres formes. Les annulations de guichets automatiques se produisent lorsqu'une enveloppe de dépôt de guichet automatique s'avère avoir moins de fonds que présentés par le déposant. Une rétrofacturation est effectuée pour corriger l'erreur. Cela pourrait résulter d'une erreur de comptage ou d'une fraude intentionnelle du titulaire du compte, ou encore l'enveloppe ou son contenu pourraient avoir été perdus ou volés.
Les rétrofacturations se produisent également lorsqu'une erreur bancaire crédite un compte avec plus de fonds que prévu. La banque procède à une rétrofacturation pour corriger l'erreur. S'il en résulte un découvert et qu'il ne peut être couvert à temps, la banque peut poursuivre ou engager des poursuites pénales. Lorsqu'un dépôt direct est effectué au mauvais titulaire de compte ou pour un montant supérieur à celui prévu, une rétrofacturation est effectuée pour corriger l'erreur. Enfin, les rétrofacturations se produisent lorsqu'un titulaire de compte dépose un chèque ou un mandat et que l'article déposé est retourné en raison de fonds insuffisants, d'un compte fermé ou d'une découverte comme étant contrefaite, volée, altérée ou falsifiée.
Les banques peuvent poursuivre les titulaires de compte ou engager des poursuites pénales lorsque des rétrofacturations sont nécessaires en raison d'une activité frauduleuse et que les fonds du compte sont insuffisants pour couvrir les rétrofacturations.

## Listes noires de rétrofacturations
Les commerçants conservent parfois un enregistrement des clients qui effectuent régulièrement des rétrofacturations, dans une liste noire.